# Bamble prosteri

Prosterier i Agder og Telemarks stift. Det ljuslila området på kartan är Bamble prosteri.

Bamble prosteri (norska: Bamble prosti) är ett kontrakt (prosteri, norska: prosti) i Agder og Telemarks stift inom Norska kyrkan. Kontraktet omfattar kommunerna Bamble, Drangedal och Kragerø i Telemark fylke i södra Norge.

## Socknar
Bamble prosteri består av elva socknar (norska: sokn eller sogn):
- Bamble og Herre socken
- Drangedals socken
- Helle socken
- Kragerø socken
- Krokens socken
- Langesunds socken
- Levangsheia socken
- Sannidals socken
- Skåtøy socken
- Stathelle socken
- Tørdals socken